# Железничка станица Ражана
Железничка станица Ражана је једна од железничких станица на прузи Београд—Бар. Налази се насељу Стојићи у општини Косјерић. Пруга се наставља у једном смеру ка Косјерићу и у другом према Самарима. Железничка станица Ражана састоји се из 3 колосека.

## Повезивање линија
- Пруга Београд—Бар